# Sofrimento redentor
O sofrimento redentor é a crença cristã de que o sofrimento humano, quando aceito e oferecido em união com a Paixão de Cristo, pode redimir o justo castigo pelos pecados de alguém ou pelos pecados de outrem, ou pelas demais necessidades físicas ou espirituais de si mesmo ou de outrem. No cristianismo, é um princípio da teologia católica, embora também seja ensinado na doutrina reformada.
O Papa João Paulo II afirmou: “Cada homem, nos seus sofrimentos, pode tornar-se também participante do sofrimento redentor de Cristo”. (cf. Colossenses 1:24) Como uma indulgência, o sofrimento redentor não ganha o perdão individual pelos seus pecados; o perdão resulta da graça de Deus, concedida gratuitamente por meio de Cristo, que não pode ser conquistada. (cf. Romanos 4:3-5)

## Variantes
Os praticantes religiosos de diversas tradições encontraram benefícios espirituais ao voluntariamente causarem dor e desconforto a si mesmos através da mortificação corporal. Um exemplo extremo de sofrimento redentor, que existiu nos séculos XIII e XIV na Europa, foi o movimento dos Flagelantes. Como resposta parcial à Peste Negra, estes radicais, que mais tarde foram condenados como hereges pela Igreja Católica, envolveram-se na mortificação corporal, geralmente chicoteando-se, para se arrependerem dos seus pecados, o que eles acreditavam ter levado à Peste Negra. (cf. 2 Samuel 24:10)

### Doutrina Católica
O Catecismo da Igreja Católica afirma o seguinte sobre o sofrimento redentor:
Comovido por tanto sofrimento, Cristo não só Se deixa tocar pelos doentes, como também faz suas as misérias deles: “Tomou sobre Si as nossas enfermidades e carregou com as nossas doenças” (Mateus 8:17). Ele não curou todos os doentes. As curas que fazia eram sinais da vinda do Reino de Deus. Anunciavam uma cura mais radical: a vitória sobre o pecado e sobre a morte, mediante a sua Páscoa. Na cruz, Cristo tomou sobre Si todo o peso do mal e tirou “o pecado do mundo” (João 1:29), do qual a doença não é mais do que uma consequência. Pela sua paixão e morte na cruz, Cristo deu novo sentido ao sofrimento: desde então este pode configurar-nos com Ele e unir-nos à sua paixão redentora.

## Descrições
Teresa de Lisieux escreveu o seguinte sobre o seu próprio sofrimento redentor no seu leito de morte:
Oh, Mãe, o que importa escrever eloquentemente sobre o sofrimento! Nada! nada! É preciso ter experiência do sofrimento real para saber o valor de tais afirmações. […] Agora sei bem que tudo o que disse e escrevi é inteiramente verdade. […] É verdade que desejei sofrer muito por Deus, e é verdade que ainda o desejo. […] Não, não é assustador. Uma pequena vítima do amor nunca poderá achar terrível aquilo que o seu Noivo lhe envia […]
Da mesma forma, o Padre Pio disse o seguinte sobre a purificação realizada através do sofrimento redentor:
“Quero que a tua alma seja purificada e provada por um martírio oculto diário. Quantas vezes”, disse-me Jesus ainda há pouco, “tu me terias abandonado, meu filho, se eu não te tivesse crucificado.”

## Cristianismo Reformado
Na teologia reformada, “o sofrimento redentor é aquele empreendido voluntariamente em nome da justiça e no esforço para combater as doenças.”